# Абубакари Койта
Абубакари Йели Койта (на френски: Aboubakary Yeli Koita) е белгийски и мавритански футболист, играещ като нападател за белгийския Синт Тройден и националния отбор на Мавритания. Участник в 2023 където вкарва втория гол за отбора си срещу Ангола при загубата с 2:3.